# Cyana malayensis
Cyana malayensis là một loài bướm đêm thuộc phân họ Arctiinae, họ Erebidae. Nó được tìm thấy ở bán đảo Mã Lai, Borneo và Palawan.

## Phụ loài
- Cyana malayensis malayensis (bán đảo Mã Lai, Borneo)
- Cyana malayensis palawanensis (Palawan)

## Hình ảnh

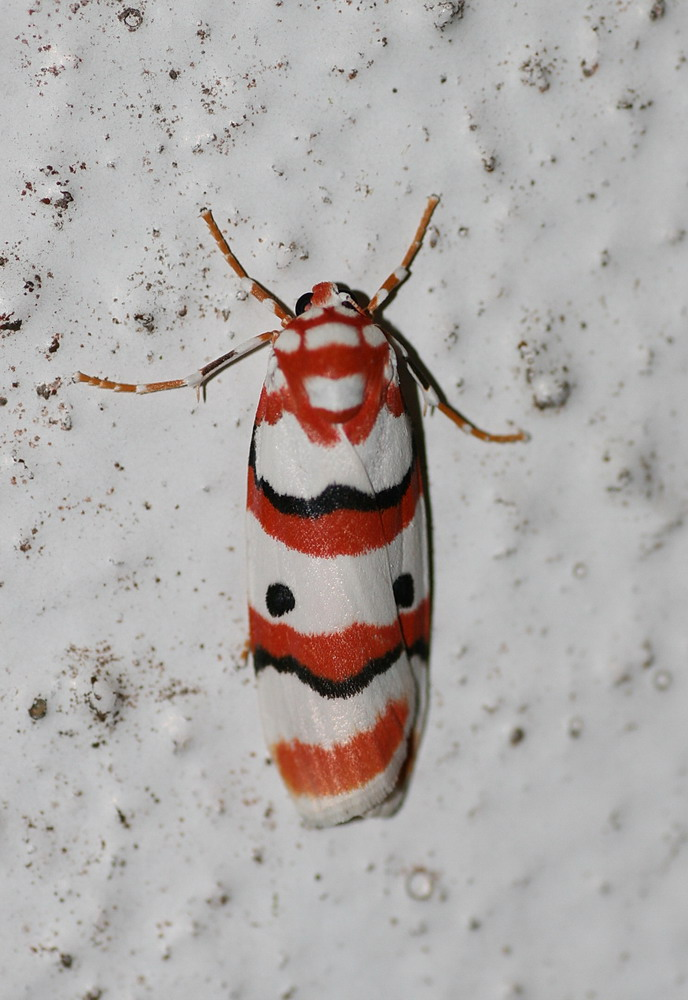
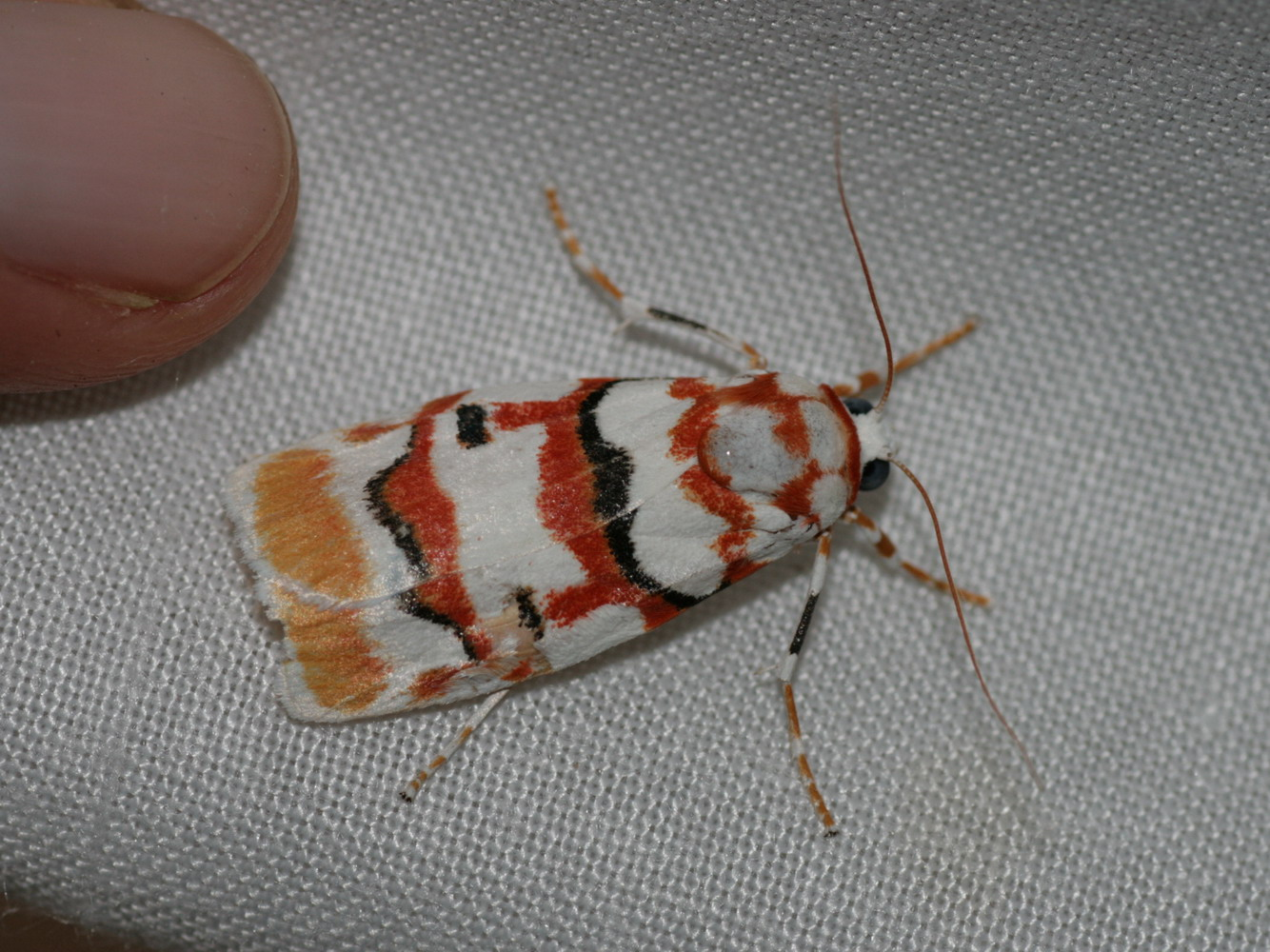